# 1657
Епоха великих географічних відкриттів •  Ганза •  Річ Посполита •  Запорозька Січ •  Руїна

## Геополітична ситуація
Османську імперію очолює Мехмед IV (до 1687). Під владою османського султана перебувають Близький Схід та Єгипет, Середземноморське узбережжя Північної Африки, частина Закавказзя, значні території в Європі: Греція, Болгарія та Сербія. Васалами османів є Волощина та Молдова.
Священна Римська імперія — наймогутніша держава Європи. Її територія охоплює, крім німецьких земель, Угорщину з Хорватією, Богемію, Північну Італію. Імперія залишилася без імператора після смерті Фердинанда III з родини Габсбургів. Король Угорщини та Богемії — Леопольд I Габсбург.
Габсбург Філіп IV Великий є королем Іспанії (до 1665). Йому належать Іспанські Нідерланди, південь Італії, Нова Іспанія, Нова Гранада та Нова Кастилія в Америці, Філіппіни. Королем Португалії проголошено Альфонса VI, хоча Іспанія це проголошення не визнає. Португалія має володіння в Бразилії, в Африці, в Індії, в Індійському океані й Індонезії.
Північ Нідерландів займає Республіка Об'єднаних провінцій. Вона має колонії в Північній Америці, Індонезії, на Формозі та на Цейлоні. Король Франції — Людовик XIV (до 1715). В Англії триває Англійська революція, встановлено Англійську республіку. Англія має колонії в Північній Америці та на Карибах. Король Данії та Норвегії — Фредерік III (до 1670), король Швеції — Карл X Густав (до 1660). На Апеннінському півострові незалежні Венеціанська республіка та Папська область. Королем Речі Посполитої є Ян II Казимир (до 1668).
Царем Московії є Олексій Михайлович (до 1676). Козацьку державу очолив Іван Виговський. На півдні України існує Запорозька Січ. Існують Кримське ханство, Ногайська орда.
В Ірані правлять Сефевіди.
Значними державами Індостану є Імперія Великих Моголів, Біджапурський султанат, султанат Голконда, Віджаянагара. В Китаї править Династія Цін. В Японії триває період Едо.

## Події

### Україна
- 27 липня помер Богдан Хмельницький.
- 26 серпня гетьманом України (до повноліття Юрія Хмельницького) обрано Івана Виговського.
- Корсунська рада затвердила обрання Виговського гетьманом.
  - Укладено Корсунський договір між козацькою державою та Швецією. Відбулася переорієнтація на розрив стосунків із Москвою.
- Засновано село Волиця, Бережанський район, Тернопільська область.

### Світ

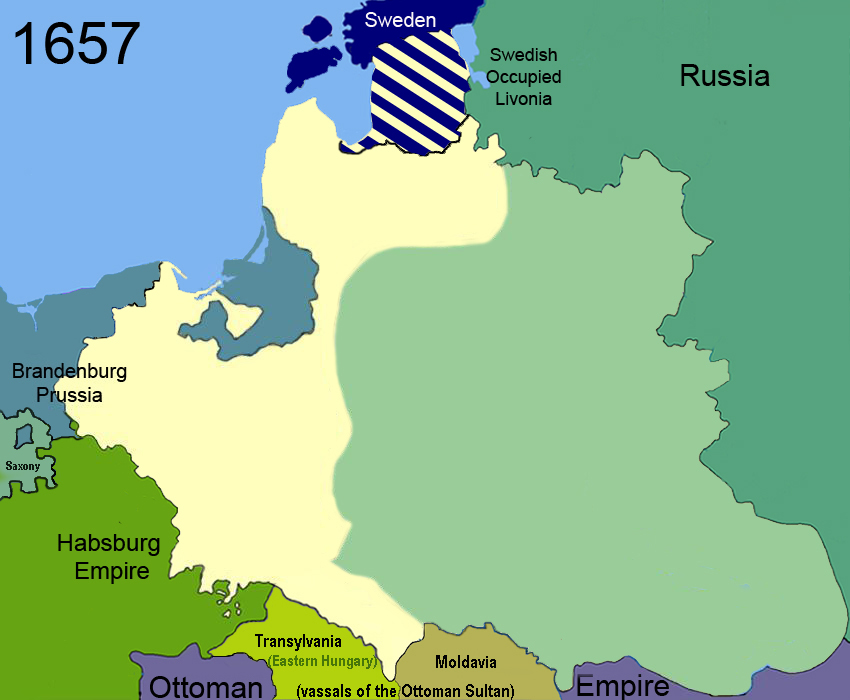
Річ Посполита в 1657.

- Великий візир Османської імперії Мехмед Кепрюлю придушив повстання в Сирії.
- Друга Північна війна:
  - У січні володар Трансильванії Юрій II Ракоці почав вторгнення в Польщу.
  - 30 березня імператор Священної Римської імперії Фердинанд III Габсбург послав підмогу польському королю Яну Казимиру.
  - У Московсько-шведській війні ініціатива на деякий час перейшла до шведів, але потім знову шальки терезів хитнулися в бік Москви.
  - Почалася Дансько-шведська війна.
  - 17 червня Юрій II Ракоці захопив Варшаву.
  - 18 липня Ракоці та його шведські союзники програли битву полякам під Ярославом і змушений був підписати з ними невигідний мир.
  - 31 липня під Теребовлею Ракоці розбили татари.
  - 19 вересня підписано Велявський договір між Бранденбургом-Пруссією та Річчю Посполитою. 6 листопада укладено договір у Бромберзі. За цими договорами Бранденбург-Пруссія отримувала спадковий суверенітет.
  - 3 листопада Юрій II Ракоці втратив Трансильванію, володарем якої став Ференц Редей.
- Англійський парламент звернувся до Олівера Кромвеля зі «скромною пропозицією та порадою», пропонуючи йому корону, але Кромвель відмовився, віддавши перевагу титулу лорда-протектора.
- 23 березня Франція і Англія об'єднали збройні сили у війні проти Іспанії.
- 2 квітня, після смерті імператора Священної Римської імперії Фердинанда III, почались переговори про спадкоємця трону.
- Англійський генерал Роберт Блейк розтрощив іспанську ескадру поблизу Тенерифе.
- Іспанія зробила нову спробу підкорити Португалію.
- До англійських колоній в Північній Америці прибули перші квакери.
- У Новому Амстердамі євреї отримали повноцінні права й свободу віри.
- Індостан:
  - Аурангзеб взяв в облогу Біджапур, але повернувся до Делі, коли довідався про хворобу свого батька падишаха Шах Джахана.
  - Шиваджі напав на Агмаднагар, але був розбитий військами Великих моголів.
  - Почалася боротьба за владу між чотирма синами хворого Шах Джахана. Падишах призначив своїм спадкоємцем Дара Шукоха.
- У результаті Великої пожежі Мейрекі в Едо, загинуло до 100 тисяч людей.

## Наука
- П'єр Ферма опублікував принцип, згідно з яким світло розповсюджується таким чином, щоб час проходження між двома точками був мінімальним (Принцип Ферма)
- Християн Гюйгенс опублікував першу книгу з теорії імовірностей.
- У Флоренції засновано Академію дель Чименто.
- У Лондоні відкрилася перша шоколадниця.
- До Франції прийшла кава.

## Народились
- 11 липня — Фрідріх I, перший прусський король

## Померли
див. також Категорія:Померли 1657
- 3 червня — У віці 79-и років помер Вільям Гарвей, англійський лікар
- 27 липня — в місті Чигирин помер Богдан Хмельницький.